# Болотница маленькая
Боло́тница ма́ленькая, или ситня́г ма́ленький (лат. Eleocharis parvula) — вид цветковых растений рода Болотница (Eleocharis) семейства Осоковые (Cyperaceae).

## Ботаническое описание

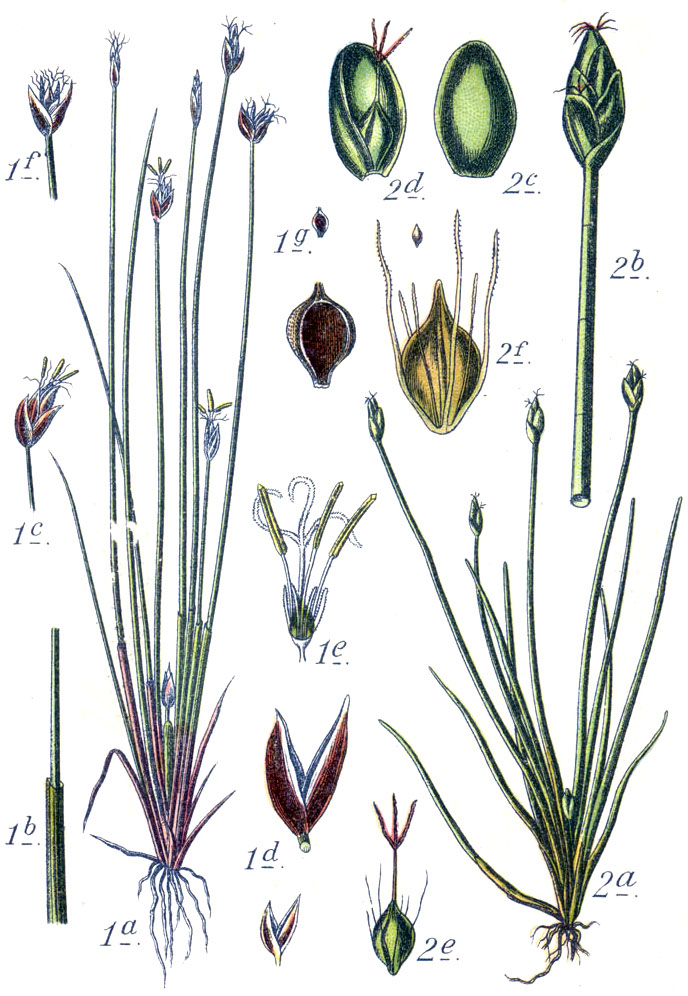
Осоковые (Cyperaceae).. Болотница маленькая обозначена цифрой 2

Многолетнее травянистое растение, формирующее кочки, с губчатыми стеблями не более 10 см высотой. Характерной чертой этого вида является наличие J-образного или подковообразного клубня. Стебель — соломина, округлый или овальный в поперечном сечении, 2—7 см высотой, зеленоватый или коричневый.
Листья плёнчатые, располагаются у основания растения.
Соцветие — верхушечный неветвящийся колосок 2—3,5 мм длиной, овальный, по ширине превышает стебель и состоит из двух—девяти мелких трёхчленных цветков. Прицветники яйцевидные, зеленоватые или коричневатые. Цветковые чешуи яйцевидные, заострённые, с едва заметным килем, 1,5—2,5 мм длиной, бледно-коричневые или зелёные. Тычинок три.
Плод — обратнояйцевидная семянка, 1—1,3 мм длиной, треугольная, желтоватая, блестящая, имеет щетинки, оставшиеся от околоцветника.
Хромосомный набор 2n = 8 или 10.

## Распространение и местообитание
Болотница маленькая — растение циркумбореальной области: она встречается в Евразии и Северной Америке вплоть до Центральной Америки. Также встречается в Северной Африке (Египет) и Южной Америке (Куба, Гватемала, Никарагуа, Венесуэла).
Произрастает в солоноватых водоёмах, болотах, на влажных щелочных почвах. Легко и быстро осваивает новые места обитания, может выступать в роли вида-пионера.

## Охрана
Вид занесён в Красную книгу Латвийской Республики, Восточной Фенноскандии (Финляндия), а также ряда субъектов РФ: Республики Калмыкия, Ростовской области, Читинской области, Ленинградской области и Санкт-Петербурга.

## Хозяйственное значение
Иногда выращивается как декоративное растение. Используется как аквариумное растение.

## Ботаническая классификация

### Синонимы
По данным The Plant List на 2010 год, в синонимику вида входят:
- Baeothryon nanum A.Dietr., nom. illeg.
- Chaetocyperus membranaceus Buckley
- Chaetocyperus pusillus Steud.
- Chaetocyperus pygmaeus (Torr.) Torr. ex A.Gray
- Clavula comosa Dumort.
- Cyperus parvulus (Roem. & Schult.) Missbach & E.H.L.Krause, nom. illeg.
- Eleocharis leptos (Steud.) Svenson, nom. illeg.
- Eleocharis membranacea (Buckley) Gilly
- Eleocharis parvula (Roem. & Schult.) Palla
- Eleocharis pygmaea Torr.
- Eleogiton parvula (Roem. & Schult.) Link
- Isolepis leptos Steud.
- Limnochloa parvula (Roem. & Schult.) Rchb.
- Scirpus comosus (Dumort.) B.D.Jacks., nom. illeg.
- Scirpus leptos (Steud.) C.Wright
- Scirpus nanus Spreng., nom. illeg.
- Scirpus parvulus Roem. & Schult.
- Scirpus pollicaris Delile, nom. inval.
- Trichophorum parvulum (Roem. & Schult.) Pignatti